# Allium austrosibiricum
Allium austrosibiricum là một loài thực vật có hoa trong họ Amaryllidaceae, có nguồn gốc từ Mông Cổ và nam Siberia (Tuva và vùng Altai). Loài này được N.Friesen mô tả khoa học đầu tiên năm 1987.